# Saint-Michel-le-Cloucq
Saint-Michel-le-Cloucq là một xã ở tỉnh Vendée trong vùng Pays de la Loire, Pháp. Xã này có diện tích 17,69 kilômét vuông, dân số năm 2006 là 1224 người. Xã này nằm ở khu vực có độ cao trung bình 78 mét trên mực nước biển.

## Biến động dân số
| Năm | 1962 | 1968 | 1975 | 1982  | 1990  | 1999  | 2006  |
| --- | ---- | ---- | ---- | ----- | ----- | ----- | ----- |
| Dân số | 897  | 937  | 948  | 1 196 | 1 272 | 1 206 | 1 224 |
| From the year 1962 on: No double counting—residents of multiple communes (e.g. students and military personnel) are counted only once. |      |      |      |       |       |       |       |